# Manoir de Rumpshagen
Le manoir de Rumpshagen (Gutshaus Rumpshagen) est une demeure allemande du Mecklembourg qui se trouve à Rumpshagen, village appartenant à la commune d'Ankershagen dans l'arrondissement du Plateau des lacs mecklembourgeois.

## Historique
Ce château baroque d'un étage supérieur avec toit mansardé à l'allemande se présente avec un léger avant-corps au milieu de la façade de la cour d'honneur et de la façade du parc. Ils sont constitués d'un portique de quatre pilastres soutenant un fronton triangulaire orné des armes des anciens propriétaires, la famille von Gundlach, du côté de la cour, et la famille von Voß, du côté du parc. Il a été bâti dans la première moitié du XVIIIe siècle pour Friedrich Ernst von Voß (1700-1738) et comprend aussi des bâtiments agricoles qui font tous partie du patrimoine protégé. Une des particularités du château est l'utilisation de poudre de verre pour la décoration des plâtres qui rappelle que les Gundlach possédait trois verreries dans la région.
La salle donnant sur le parc est décorée de stucs rococo.
La famille von Gundlach en a été propriétaire du milieu du XVIIIe siècle, jusqu'à son expulsion en 1945, lorsque la propriété foncière privée a été interdite. C'est devenu un bâtiment communal, avec logements et administration, après 1945.
Le château est de nouveau propriété privée aujourd'hui et a été restauré dans les années 2000.

## Source
- (de) Cet article est partiellement ou en totalité issu de l’article de Wikipédia en allemand intitulé « Gutshaus Rumpshagen » (voir la liste des auteurs).